# 花園大廈 (芝加哥)
41°53′49″N 87°37′31″W / 41.89694°N 87.62528°W
花園大廈（Park Tower）是一棟位於美國伊利諾州芝加哥摩天大樓，建築高度257公尺（844英尺），共70層，建築完工於2000年。花園大廈地址在北密西根大道（North Michigan Avenue）800號。目前花園大廈是芝加哥第12高摩天大樓，美國第42高摩天大樓。花園大廈的特點是世界上最高不使用鋼骨結構，而使用灌注混泥土方式建設的大廈。原計畫建築高度為198公尺（650英尺），後提高到目前建築高度257公尺（844英尺）。

## 外部連結
- Official Park Hyatt Chicago website （页面存档备份，存于）
- Lucien Lagrange Architects （页面存档备份，存于）